# Buismuggen
De buismuggen (Cylindrotomidae) zijn een familie uit de orde van de tweevleugeligen (Diptera), onderorde muggen (Nematocera). Wereldwijd omvat deze familie zo'n 9 genera en 82 soorten.

## In Nederland waargenomen soorten
- Genus: Cylindrotoma
  - Cylindrotoma distinctissima
- Genus: Diogma
  - Diogma glabrata
- Genus: Phalacrocera
  - Phalacrocera replicata
- Genus: Triogma
  - Triogma trisulcata

## Geslachten
De  geslachten met gedefinieerde pagina staan hieronder vermeld met het (globaal) aantal soorten tussen haakjes.
- Cylindrotoma  (20)
- Diogma  (6)
- Liogma  (7)
- Phalacrocera  (11)
- Stibadocera Enderlein, 1912 (12)
- Stibadocerella Brunetti, 1918 (4)
- Stibadocerina Alexander, 1929 (1)
- Stibadocerodes Alexander, 1928 (3)
- Triogma  (4)